# 美国联合特种作战司令部
联合特种作战司令部（英語：Joint Special Operations Command／JSOC）为美国特种作战司令部的一个组成部分，主要职能为对特种作战条件及技术进行研究并且保证装备的互用性及标准化；设计及组织特种作战训练；开发特种作战技能及在世界范围内执行特种作战任务。司令部最早因为鹰爪行动失败，由查理布克威特将军于1980年提议组建。司令部总部位于北卡罗纳莱州的波普菲尔德空军基地。

## 概述
联合特种作战司令部的主要职能为“对特种作战条件及技术进行研究并且保证装备的互用性及标准化；设计及组织特种作战训练；开发特种作战技能及在世界范围内执行特种作战任务”。为达成该职能，美军联合联络小组为特种作战司令部的各个作战特种作战小队提供联络系统及标准联系方式。

### 特种作战小队
联合特种作战司令部拥有多支隶属于美国特种作战司令部的特种任务小队。这些小队大多为美军特种作战部队中的精英，长期执行高度机密任务，它們均被美軍歸類為最高層級的“一級單位”（Tier One Units）。以下为仅有的五个已被公开的小队：
- 美國陸軍第1特種部隊D作戰分遣隊（通稱為：三角洲部隊或戰鬥應用組）（1st SFOD-D）
- 美國陸軍特種作戰司令部（USASOC）轄下的美國陸軍第75遊騎兵團侦察连（RRC）
- 美國陸軍情報支援活動（ISA）
- 美国海軍特種作戰開發群（舊稱為海豹六隊）（DEVGRU）
- 美國空軍第24特種戰術中隊（英语：24th Special Tactics Squadron）（24th STS）

#### 未确定的小队
- 国防部联合通讯单位[2] (注意；虽然公司一直致已经公开承认为正在部分的JSOC，它尚未作出明确的无论它是否实际上是一个新大或一些其他类型的支助单位。)